# John Lydgate
Œuvres principales
- Le Livre de Troie (c.1412-c.1421, poème épique)
- Le Siège de Thèbes (c.1420, poème épique)
- La Chute des Princes (c.1431-c.1438, poème)
- La Complainte du Chevalier Noir (c.1400-c.1403 ou c.1427-c.1429, poème allégorique)
- Le Temple de verre (c.1400-c.1403, poème)

Compléments
- Auteur de plus de 145 000 vers.
- Disciple littéraire de Geoffrey Chaucer (c.1340-1400)

John Lydgate of Bury (vers 1370 à Lidgate, Suffolk, Angleterre – vers 1451) est un moine, un traducteur, et un poète anglais, connu pour avoir produit plus de 145 000 vers.

## Biographie
La vie au monastère de Bury St. Edmunds, où John Lydgate a vécu la majeure partie de sa vie, consacrée à l'ascèse, à l'étude des textes classiques grecs et latins, lui a permis d'explorer et établir tous les genres majeurs, dans la lignée des travaux chauceriens, excepté ceux qui venaient à l'encontre des préceptes de son ordre, tel le fabliau. Lydgate a traduit en moyen anglais ses contemporains.

## Œuvre
Dans son ouvrage sur Troie (30 117 vers), une traduction augmentée de l'histoire de Troie datant du XIIIe siècle rédigée par l'écrivain latin Guido delle Colonne et commandée par le prince Henri, il s'éloigne délibérément des voies tracées par Chaucer dans son Conte du Chevalier et son Troïlus et Criseyde, dans le but d'écrire une grande épopée. Ce travail d'adaptation est une démarche courante.
The Siege of Thebes (4 716 vers) est sa plus courte excursion dans la chevalerie épique. The Monk's Tale, un court étalage des vicissitudes de la Fortune, donne un avant-goût de ce que prépare Lydgate : son Fall of Princes (36 365 vers) est une longue œuvre adaptée du De casibus virorum illustrium de Boccace.
The Man of Law's Tale, une élaboration d'apostrophes, d'invocations et de digressions à propos de ce qu'est la légende d'un saint, est le modèle qu'il suit pour ses légendes de St. Edmund (3 693 vers) et de St. Albon (4 734 vers), des mécènes locaux, ainsi que pour de plus courts textes sur la vie d'autres saints. Cependant, pour le plus riche et dévôt Life of Our Lady (5 932 vers), il s'écarte de ce modèle.

## Liste des œuvres principales
- Le Livre de Troie (Troy book), c.1412-c.1421, poème épique de 30 117 vers.
- Le Siège de Thèbes (Siege of Thebes), c.1420, poème épique de 4 716 vers.
- La Chute des Princes (Fall of Princes), c.1431-c.1438, poème de 36 355 vers.
- La Complainte du Chevalier Noir (The Complaint of the Black Knight), c.1400-c.1403 ou c.1427-c.1429, poème allégorique de plus de 680 vers.
- Le Temple de verre (The Temple of Glas), c.1400-c.1403, poème de 628 vers.